# 維吉尼亞美術館

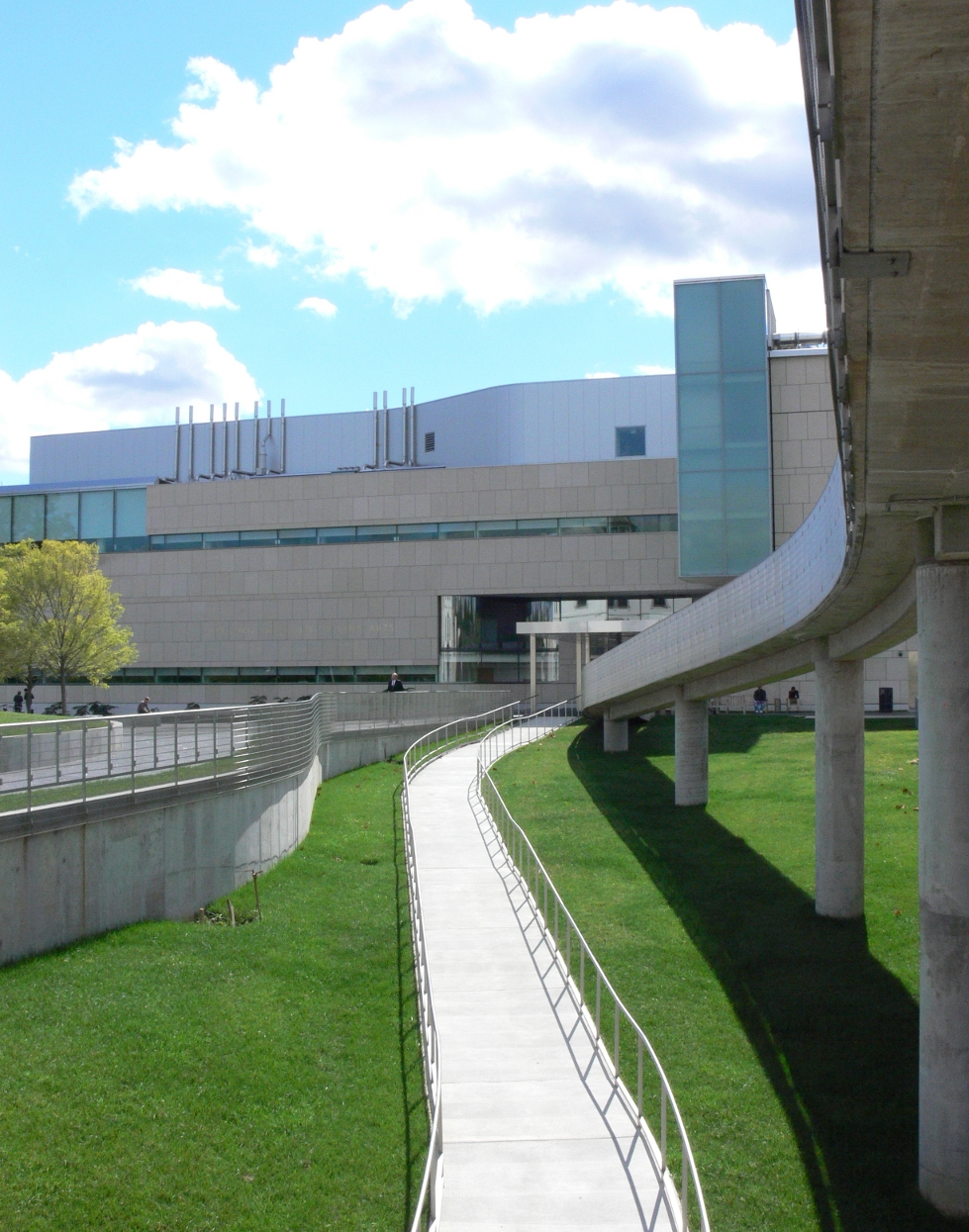

維吉尼亞美術館（Virginia Museum of Fine Arts），又稱VMFA，是美國里士满的一座美術館。這座美術館開業於1936年。維吉尼亞美術館也是北美展示區域最大的美術館。在經過整修之後，維吉尼亞美術館在2011年重新開業。

## 外部連結
- Virginia Museum of Fine Arts official website （页面存档备份，存于）
- Virginia Museum of Fine Arts at Google Cultural Institute （页面存档备份，存于）
- Architectural images of the museum, prior to the 2005–2010 expansion, including the now-demolished 1976 wing （页面存档备份，存于）

37°33′25″N 77°28′26″W / 37.55698°N 77.47396°W